# The Wonderful 101
The Wonderful 101 er et actionspil udviklet af PlatinumGames og udgivet af Nintendo til Wii U. Det blev udviklet i regi af Hideki Kamiya og produceret af Atsushi Inaba, hvis også har arbejdet sammen i udviklingen af spillene Viewtiful Joe og Ōkami. The Wonderful 101 blev udgivet i august 2013 i PAL-regioner og Japan, og i Nordamerika måneden efter.
I The Wonderful 101 styrer spilleren en horde af superhelte fra et fugleperspektiv og kan omgøre dem til forskellige genstande kaldet "Unite Morphs." Spilleren kan bruge disse "Unite Morphs" til at besejre fjender, løse gåder eller traversere miljøerne i spillet.

## Ekstern henvisning
- Officiel hjemmeside Arkiveret 27. marts 2018 hos  Wayback Machine